# Rugientes Cuarentas

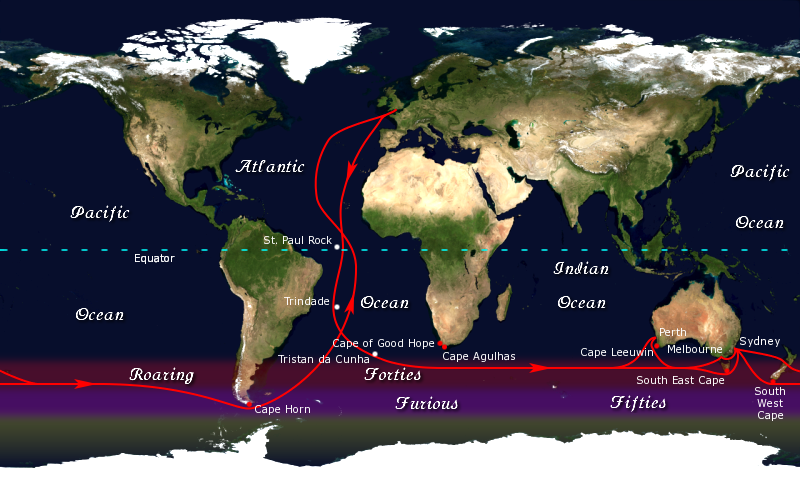
Los clíperes del solían utilizar como ruta los Cuarenta Rugientes.

Los Rugientes Cuarenta (en inglés: Roaring Forties), también llamados (especialmente en Argentina) Rugientes bramadores o Cuarenta bramadores e incluso vientos aulladores debido al sonido que producen o vendavales de las latitudes 40, es una zona de fuertes vientos existente entre las latitudes 40° y 50° S de los océanos australes, cuya orientación oeste-este y su fuerza se relacionan con el efecto Coriolis. 
Esta corriente de aire fue descubierta por el navegante neerlandés Hendrick Brouwer en 1610, quien la convirtió en una vía rápida para viajar entre Sudáfrica e Indonesia. El atajo también es conocido a veces como la «ruta de Brouwer». Esta ruta, debido a sus fuertes vientos dominantes, suele ser considerada de riesgo por los navegantes. Su presencia fue importante en la llamada «ruta de los clíperes» que comunicaba Europa con Australia, Nueva Zelanda y el Extremo Oriente.
En mares más australes se encuentran otros vientos de circulación latitudinal que han sido bautizados por los marinos con nombres análogos, en relación con su latitud de predominio. Es el caso de los Furiosos o Aulladores Cincuentas (Howling Fifties o Furious Fifties) y los Estridentes o Bramadores Sesentas (Shrieking Sixties o Screaming Sixties).